# NK Podravac Bistrinci
NK Podravac je nogometni klub iz Bistrinaca, naselja u sastavu grada Belišća u Osječko-baranjskoj županiji.
NK Podravac je član Nogometnog središta Valpovo te Županijskog nogometnog saveza Osječko-baranjske županije.
U klubu treniraju i natječu se dvije kategorije: juniori i seniori.
Juniori se natječu u Ligi mladeži – juniori pri NS Valpovo, a seniori u 2. ŽNL Osječko-baranjskoj NS Valpovo –  D. Miholjac.
Klub je osnovan 1934.

## Uspjesi kluba
2005./06. i 2011./12. – prvaci 2. ŽNL NS Valpovo – D. Miholjac. 2015./16. i 2018./19. – prvaci 3. ŽNL Liga NS Valpovo.

## Vanjske poveznice
- Službena stranica grada Belišća